# حسن طلب
حسن طلب (1944، سوهاج) شاعر مصري، تدرج في السلك الجامعى حتى أصبح عضو هيئة تدريس بكلية الآداب جامعة حلوان حاليا، وهو نائب رئيس تحرير مجلة إبداع، وعضو لجنة الشعر في المجلس الأعلى للثقافة. وهو حاصل على جائزة سلطان بن علي العويس الثقافية في الشعر عام 2023م.

## التعليم
حصل على ليسانس الآداب، قسم الفلسفة، جامعة القاهرة، 1968. وماجستير في الفلسفة من كلية الآداب، جامعة القاهرة، عام 1984. أكمل الدكتوراه في الفلسفة من كلية الآداب، جامعة القاهرة، 1992.

## الدواوين الشعرية
- وشم على نهدى فتاة دار أسامة القاهرة 1972
- سيرة البنفسج
- أزل النار في أبد النور دار النديم القاهرة 1988
- أية جيم (قصيدة طويلة) الطبعة الأولى هيئة الكتاب القاهرة 1992م، الطبعة الثانية دار التلاقي للكتاب 2010.[4]
- لانيل إلا النيل دار شرقيات القاهرة 1993
- بستان السنابل مختارات مكتبة الأسرة 2002
- مواقف ابى على وديوان رسائله وبعض أعغانيه المجلس الأعلى للثقافة القاهرة 2002.[5]

### دراسات فلسفية
- المقدس والجميل مركز القاهرة لحقوق الإنسان القاهرة 2001.
- أصل الفلسفة دار عين القاهرة 2003.

### دراسات تناولت حسن طلب بالدراسة
الإيقاع في قصيدة السبعينيات، عادل بدر، كلية الآداب، جامعة عين شمس، القاهرة،2001.

## الجوائز
حاصل على جائزة سلطان بن علي العويس الثقافية (جائزة الشعر) الدورة الثامنة عشرة (2022 ـ 2023).